# Martin Lindow (Astronom)
Martin Paul Johannes Lindow (* 26. September 1880 in Zachan, Kreis Saatzig; † 11. Januar 1967 in Göttingen) war ein deutscher Mathematiker und Astronom. Er schrieb mehrere Lehrbücher über anwendungsorientierte Differential- und Infinitesimalrechnung und leitete die Universitätssternwarte zu Münster. Erich Hüttenhain (1905–1990), später ein führender Kryptoanalytiker in der Chiffrierabteilung des Oberkommandos der Wehrmacht (OKW/Chi), war 1933 sein Doktorand.

## Leben
Martin Paul Johannes Lindow wurde im ehemaligen Hinterpommern als Sohn eines Pfarrers geboren. In der Zeit von 1899 bis 1903 studierte er an den Universitäten in Greifswald, Halle und Göttingen. Im Jahr 1902 wurde er mit seiner Dissertation „Die Nullstellen des allgemeinen Integrals der Differentialgleichung für die zugeordneten Kugelfunktionen“ zum Doktor der Philosophie (Dr. phil.) promoviert. Sein Betreuer war Albert Wangerin (1844–1933).
Im Jahr 1922, nach seiner Habilitation an der Universität Münster mit seiner Arbeit „Ein Spezialfall des Vierkörperproblems“, erhielt er dort die Lehrberechtigung für Astronomie. Zunächst als Privatdozent, ab 1929 dann als außerordentlicher Professor, lehrte er an der Philosophisch-Naturwissenschaftlichen Fakultät. Am 5. März 1930 übernahm er in Nachfolge von Joseph Plassmann (1859–1940) die Leitung der Universitätssternwarte zu Münster und baute sie bis 1937 zum Astronomischen Institut aus.
Im Zweiten Weltkrieg wurde das Institut, wie auch seine Wohnung, durch Fliegerbomben zerstört. Er zog im Jahr 1944 nach Göttingen und wurde 1945 pensioniert. Er starb dort im Alter von 86 Jahren.

## Schriften (Auswahl)
- Ein Nomogramm zur Thieleschen Transformation. Astronomische Nachrichten 1921, 5128.
- Ein Spezialfall des Vierkörperproblems. Astronomische Nachrichten 1921, 5181/82.
- Differentialrechnung unter Berücksichtigung der praktischen Anwendung in der Technik mit zahlreichen Beispielen und Aufgaben versehen. Wiesbaden 1922.
- Integralrechnung – unter Berücksichtigung der praktischen Anwendung in der Technik. B. G. Teubner, Leipzig und Berlin 1922.
- Eine Transformation für das Problem der n + 1 Körper. Astronomische Nachrichten 1923, 5241.
- Der Kreisfall im Problem der 3 + 1 Körper. Astronomische Nachrichten 1924, 5279.
- Numerische Infinitesimalrechnung. Ferdinand Dümmlers Verlagsbuchh., Berlin 1928.
- Gewöhnliche Differentialgleichungen unter Berücksichtigung der physikalisch-technischen Anwendungen mit zahlreichen Beispielen und Aufgaben. B. G. Teubner, Leipzig 1951.